# الأسبوع الكبير
الأسبوع الكبير أو Big Week أو Operation Argument سلسلة من الغارات التي شنتها القوات الجوية لجيش الولايات المتحدة وسلاح الجو الملكي البريطاني في الفترة من 20 إلى 25 فبراير 1944، كجزء من حملة القصف الإستراتيجية الأوروبية ضد ألمانيا النازية. اعتزم المخططون مهاجمة مراكز صناعة الطائرات الألمانية لجر لوفتفافه إلى معركة حاسمة حيث يمكن أن تتعرض لوفتفافه لأضرار بالغة لدرجة أن الحلفاء سيحققون تفوقًا جويًا يضمن لهم النجاح في غزو أوروبا.
كما تم دعم حملة القصف النهاري المشتركة من قبل قاذفات سلاح الجو الملكي البريطاني التي كانت تعمل ضد نفس الأهداف في الليل. 
كما وفرت قيادة القوات الجوية الملكية طائرات لمرافقة تشكيلات قاذفات القنابل التابعة لسلاح الجو الأمريكي، في الوقت الذي بدأت فيه القوة الجوية الثامنة في تقديم مقاتلة بعيدة المدى من طراز P-51 لتولي هذا الدور. تداخل الهجوم مع العملية الألمانية "شتاينبوك"، "بيبي بليتز"، التي استمرت من يناير إلى مايو 1944.

## طلعات سلاح الجو الملكي البريطاني
ساهمت قاذفات القنابل مباشرة في الهجمات على مراكز صناعة الطائرات في شفاينفورت. تم إرسال حوالي 734 قاذفة في ليلة 24/25 فبراير حيث ضربت 695 هدف.  من القنابل التي تم إسقاطها: 298 سقطت على بعد ثلاثة أميال و22 سقطت داخل المنطقة المستهدفة.عموما كانت الأضرار قليلة. في 25/26 فبراير 1944، أرسلت 600 قاذفة قنابل إلى مصنع تجميع الطائرات في أوغسبورغ. كان الهجوم دقيقًا ودمروا حوالي 60 بالمائة من المدينة الصناعية. 
| تاريخ             | ملاحظات |
| ----------------- | --- |
| 19/20 فبراير 1944 | 921 طلعة جوية، 79 طائرة (8.6٪) مفقودة. كانت الغارة الرئيسية التي نفذتها 823 طائرة من طراز لايبزيغ؛ لكنها عانت لأن المقاتلات لم يتم سحبهم من غارة التحويل على كيل. قصفت طائرات دي هافيلاند موسكيتو مطارات المقاتلات الليلية في هولندا وقامت ب15 غارة أخرى على برلين. |
| 20/21 فبراير      | 826 طلعة جوية، 10 طائرات (1.2٪) فقدت. كانت الغارة الرئيسية التي شنتها 598 طائرة على شتوتغارت. (قصفت 50 طائرة من طراز B-17 تابعة للولايات المتحدة مناطق شتوتغارت الصناعية يوم الجمعة 25 فبراير).                                                                     |
| 21/22 فبراير      | قصفت 17 طائرة موسكيتو دويسبورغ وشتوتغارت وموقعين بطلعات جوية أخرى. كان إجمالي الطلعات خلال الليل 69 طلعة جوية وتم خسارة طائرة واحدة (1.4٪). |
| 22/23 فبراير      | 10 طائرة موسكيتو إلى شتوتغارت، 8 إلى دويسبورغ و 3 إلى آخن وطلعات جوية أخرى، كان الجهد الكلي لليوم 134 طلعة جوية، لم تفقد اي طائرة. |
| 23/24 فبراير      | 17 طائرة موسكيتو من السرب 692 إلى دوسلدورف، مع طلعات جوية أخرى الجهد الكلي في الليل 22 طلعة جوية، لم يتم فقد اي طائرة. |
| 24/25 فبراير      | 1070 طلعة جوية، 36 طائرة (3.4٪) فقدت. أنقسمت الغارة الرئيسية المكونة من 734 طائرة إلى قسمين، تم قصف شفاينفورت، موطن المصانع الرئيسية لألمانيا. قصفت طائرات أمريكية من طراز B-17 المصانع في اليوم السابق. 15 طائرة موسكيتو قصفت المطارات في هولندا و8 كييل و7 آخن.   |

### اقتباسات
1. ↑  Hess 1994.
2. 1 2  Hall 1998.
3. ↑  Staff, RAF Campaign Diary February 1944 Royal Air Force Bomber Command 60th Anniversary April 6, 2005 نسخة محفوظة 7 مارس 2017 على موقع واي باك مشين.